# Victor Herbert Melodies, Vol. 2
Victor Herbert Melodies, Vol. 2 (pełny tytuł: Decca Presents an Album of Victor Herbert Melodies, Volume Two) – muzyczny album kompilacyjny wydany w 1939 roku, który składał się z płyt gramofonowych nagranych przez Binga Crosby'ego, Frances Langford, Rudy'ego Vallée, Victora Younga oraz Florence George. Został opracowany przez wytwórnię Decca Records z numerem katalogowym No. 72. Pierwsza część albumu – Victor Herbert Melodies, Vol. 1, ukazała się wcześniej w 1939 roku jako album studyjny.

## Lista utworów
Autorem wszystkich utworów jest Victor Herbert.
Wydane utwory znalazły się na 5-płytowym albumie, Decca Album No. A-72.
Płyta 1: (2680)
1. „When You're Away”, nagrany 2 grudnia 1938 r. przez Binga Crosby'ego
2. „Thine Alone”, nagrany 2 grudnia 1938 r. przez Binga Crosby'ego

Płyta 2: (2681)
1. „A Kiss in the Dark”, nagrany 9 grudnia 1938 r. przez Frances Langford
2. „Neath the Southern Moon”, nagrany 9 grudnia 1938 r. przez Frances Langford

Płyta 3: (2682)
1. „Kiss Me Again”, nagrany 14 lipca 1939 r. przez Florence George
2. „I Want You to Marry Me”, nagrany 16 grudnia 1938 r. przez Victora Younga i jego orkiestrę

Płyta 4: (2683)
1. „Moonbeams”, nagrany 19 grudnia 1938 r. przez Rudy'ego Vallée
2. „To the Land of My Own Romance”, nagrany 16 grudnia 1938 r. przez Victora Younga i jego orkiestrę

Płyta 5: (2684)
1. „Punchinella”, nagrany 13 grudnia 1938 r. przez Victora Younga i jego orkiestrę
2. „Pan America”, nagrany 13 grudnia 1938 r. przez Victora Younga i jego orkiestrę